# Dyshou tishinoy (album)
Albums de Nikolai Noskov
Paranoïa
(1999) Okean lubvi
(2003)
Dyshou tishinoy (en russe Дышу тишиной, Je respire le silence) est le troisième album studio du musicien de rock russe Nikolai Noskov sorti en 2000.

## Historique
La présentation de l'album a eu lieu au Palais du Kremlin le 11 octobre

## Titre de l'album
| No  | Titre                          | Durée |
| --- | ------------------------------ | ----- |
| 1.  | Дышу тишиной (Dyshou tishinoy) | 3:57  |
| 2.  | Зимняя ночь (Nuit d'hiver)     | 3:46  |
| 3.  | Романс (Romance)               | 4:58  |
| 4.  | Это здорово (Eto zdorovo)      | 4:11  |
| 5.  | Исповедь (Ispoved')            | 3:38  |
| 6.  | Снег (Sneg)                    | 4:54  |
| 7.  | Доброй ночи (Bonne nuit)       | 5:06  |
| 8.  | Дай мне шанс (Day mne shans)   | 4:56  |
| 9.  | Узнать тебя (Uznat' tebya)     | 5:13  |
| 10. | Мой друг (Moy drug)            | 4:59  |
| 11. | В рай (Au paradis)             | 3:48  |

## Musiciens
- Guitare basse : Sergueï Slobodin
- Clarinette : Rostislav Sazonov
- Flûte : Anton Korolev
- Mastering : Vasiliy Krachkovskiy
- Trompette : Andreï Feropontov
- Guitare : Eduard Hripunov
- Hautbois : Taras Zolot'ko
- Percussion : Nikolaï Xenophontov
- Batterie : Oleg Muhin
- Clavier, orgue, clavecin, conducteur : Alexander Lavrov
- Orchestre : Musica Viva[2]